# Ла-Манш (річка)
Річка Ла-Манш — доісторична річка, що протікала між Англією та Францією, суходолом що був тоді на місці Ла-Манша, під час регресії моря в льодовикові періоди. Її притоками були Рейн, Шельда, Маас, Темза тощо.

## Утворення

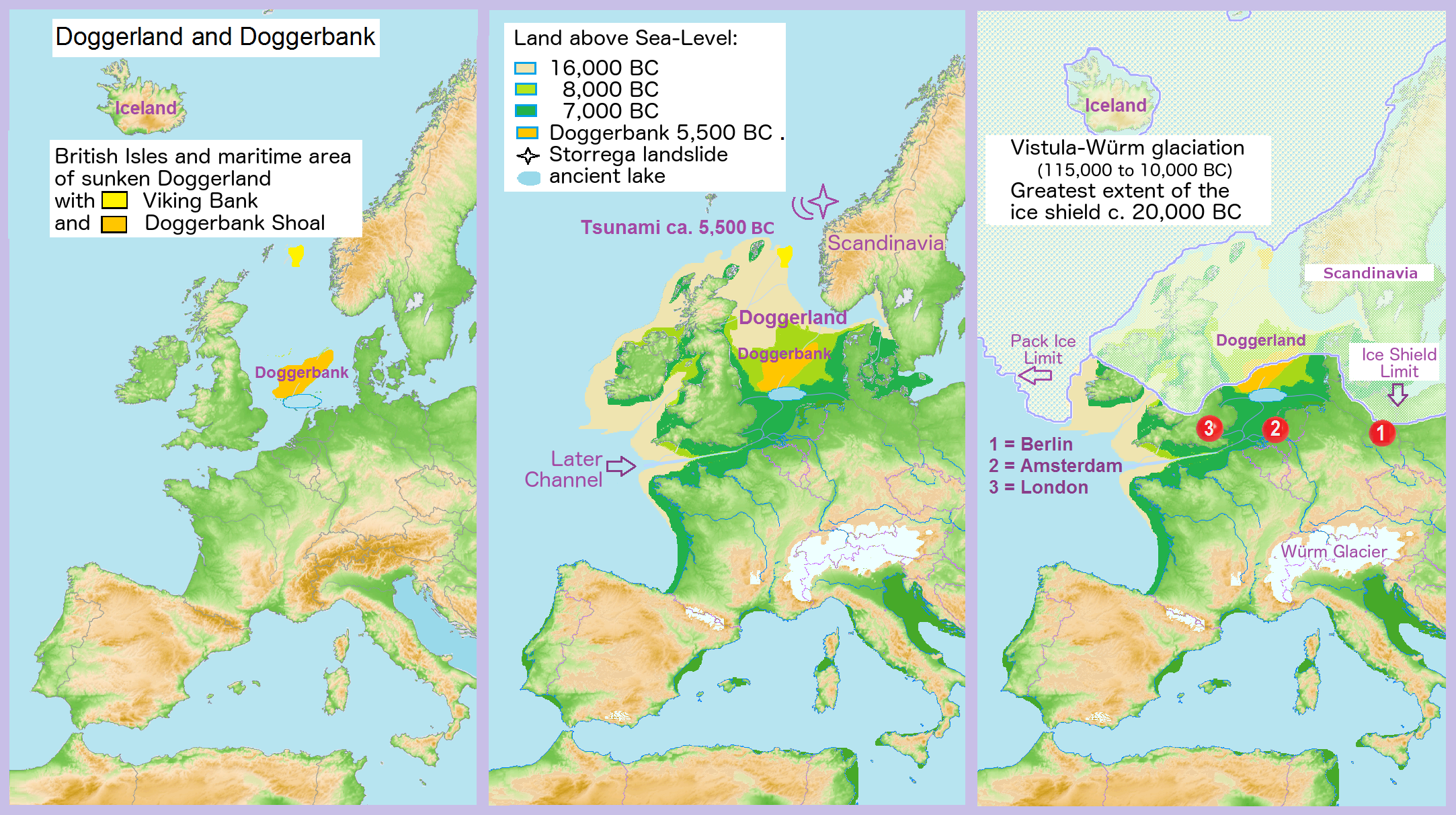
Мапа, що показує гіпотетичні межі Доггерланда від Віслинського зледеніння до сьогодення

Палеогеографи, що вивчають четвертинний період, припускають, що 600 000 років тому, хоча Ла-Манш і Північне море були затоплені, хребет Вельд-Артуа залишався сухопутним мостом між Британією та Континентальною Європою,

дозволяючи людям, рослинам і тваринам мандрувати

Цей бар'єр також відокремлював дренажні басейни річок, при цьому Рейн і Темза впадали до Північного моря.
Батиметричне дослідження морфології нинішнього дна Ла-Маншу в 2007 р.

довело, що хребет було розмито двома "мегаповодями" між 180 000 і 450 000 років тому. 
У періоди зледеніння Британський та Фенноскандський льодовикові щити затримували воду, не даючи їй текти на північ, а сухопутний міст перешкоджав їй текти на південь, через це було утворено льодовикове озеро. 
Озеро збільшувалось у розмірах, через те що річки продовжували впадати в нього, поки воно остаточно не прорвало на півдні хребет.
Ерозія від двох таких проривів залишила значну щілину в хребті, тому, коли льодовики станули і рівень моря піднявся, вода покрила суходіл, відрізавши Британію. 
З часу закінчення останнього льодовикового періоду, приблизно 12000 років тому, утворився нинішній Ла-Манш,
а Дуврська протока зараз має проміжок у хребті шириною 32 км, облямований скелями заввишки 15 — 45 м як з боку Кента, так і з боку Кале.
У максимальній конфігурації річка Ла-Манш дренувала річки Орн, Сену, Сомму, Темзу, Рейн, Маас, Везер, Емс, Ельбу

Середньорічний стік її складав 1.2 млн м³
.